# Benjamí Planes i Capuz
Benjamí Planes i Capuz (Sabadell, Vallès Occidental, 22 d'agost de 1926 - Barcelona, 13 d'abril de 2021), fou un protestant català.
Planes estava diplomat en Comptabilitat i Relacions Públiques, i a més també va cursar els estudis de Dret. Durant tota la seva llarga trajectòria ministerial, a col·laborat amb institucions evangèliques d'arreu, com per exemple amb les Esglésies Baptistes de Palamós i Ebenezer de Terrassa (UEBC-UEBE), les missions Spanish Christian Mission (Toronto), o la Communauté de Secours Aux Églises Martyres (Ginebra). En el moment de la seva mort, Planes era el president del Consell Evangèlic de Catalunya; a més fou també un dels impulsors i membres fundadors de la Institució Bíblica Evangèlica de Catalunya (IBEC).
El 1968 va fundar juntament amb Àngel Cortès i Dejuan i Josep Grau la revista Presència Evangèlica, editada en català, tot i les prohibicions de la dictadura franquista, i de la qual n'era el director.

## Premis i reconeixements
El 30 de maig de 2014 l'entitat ecumènica Cristians per Terrassa li entregà la Medalla d'Or de l'entitat en reconeixement de la seva trajectòria al capdavant de l'Institució Bíblica Evangèlica de Catalunya. La Institució va rebre la Creu de Sant Jordi l'any 1997.